# Kiambu (hạt)
Hạt Kiambu là một hạt thuộc tỉnh Trung ở Kenya. Theo điều tra dân số ngày 24 tháng 8 năm 1999, hạt này có dân số 744010 người. Hạt Kiambu có diện tích 1324 km². Hạt lỵ đóng tại Kiambu.